# Rede ITA
Rede ITA é uma emissora de televisão brasileira sediada em Campina Grande, cidade do estado da Paraíba. Opera no canal 18 UHF digital, e é afiliada à TV Cultura. É a primeira emissora educativa do município, sendo mantida pela Fundação Pedro Américo. Seus estúdios estão localizados no bairro Catolé, e seus transmissores estão no Loteamento Cuités.

## História

Logotipo utilizado entre 2006 e 2022, quando se chamava TV Itararé

A concessão do canal 19 UHF de Campina Grande foi outorgada pelo presidente Luiz Inácio Lula da Silva em 8 de dezembro de 2004, à Fundação Pedro Américo, entidade vinculada ao empresário e político Dalton Gadelha, responsável por instituições de ensino como a Unifacisa e a Escola Superior de Aviação Civil (ESAC). A emissora foi fundada em 29 de setembro de 2006, como TV Itararé, em uma cerimônia especial que teve a participação de artistas renomados como Tom Oliveira e Flávio José.
Inicialmente, seus estúdios e transmissores foram instalados dentro do campus da Unifacisa, no bairro do Itararé. O primeiro programa a ser produzido pela nova emissora foi o telejornal Itararé Notícias, e aos poucos, a grade foi se expandindo com novas atrações, como o Itararé Esportes e o Diversidade, além da participação ativa em eventos da cultura local.
Em 21 de março de 2014, a emissora deixou suas instalações no campus da Unifacisa e inaugurou uma nova sede no bairro do Catolé, dividindo um espaço pertencente à ESAC. O novo prédio possui 900 m², com 3 grandes estúdios com layout integrado e cenários virtuais.
Em 29 de março de 2022, a TV Itararé passou a se chamar Rede ITA, seguindo a tendência de caráter multiplataforma adotada por outras emissoras, além de estrear uma nova programação local.

## Sinal digital
| Canal virtual | Canal digital | Resolução de tela | Programação                                    |
| ------------- | ------------- | ----------------- | ---------------------------------------------- |
| 18.1          | 18 UHF        | 1080i             | Programação principal da Rede ITA / TV Cultura |
| 18.2          | 18 UHF        | 480i Widescreen   | ITV (TV Educação)                              |

A emissora iniciou suas transmissões digitais em 21 de março de 2014, mesmo dia em que inaugurou seus novos estúdios, através do canal 18 UHF para Campina Grande e áreas próximas. Desde então, toda sua programação local também passou a ser exibida em alta definição.
Transição para o sinal digital
Com base no decreto federal de transição das emissoras de TV brasileiras do sinal analógico para o digital, a então TV Itararé, bem como as outras emissoras de Campina Grande, cessou suas transmissões pelo canal 19 UHF em 5 de dezembro de 2018, seguindo o cronograma oficial da ANATEL.